# افريزلند
افريزلَند أو فَرِيزلند (بالهولندية:Friesland، بالفريزية: Fryslân) هي مقاطعة في شمالي هولندا وهو تُمثّل إحدى مقاطعات هولندا، وتقع بالتحديد في الجزء الشمالي الغربي من البلاد. وتعد مدينة ليوواردن أكبر مدينة في افريزلَند، ويشتهر هذا الإقليم بإنتاجه الزراعي والحيواني حيث يعد الموطن الأصلي للأبقار الفريزية المعروفة عالميا بجودة وغزارة إنتاجها للحليب.

## صور من المقاطعة

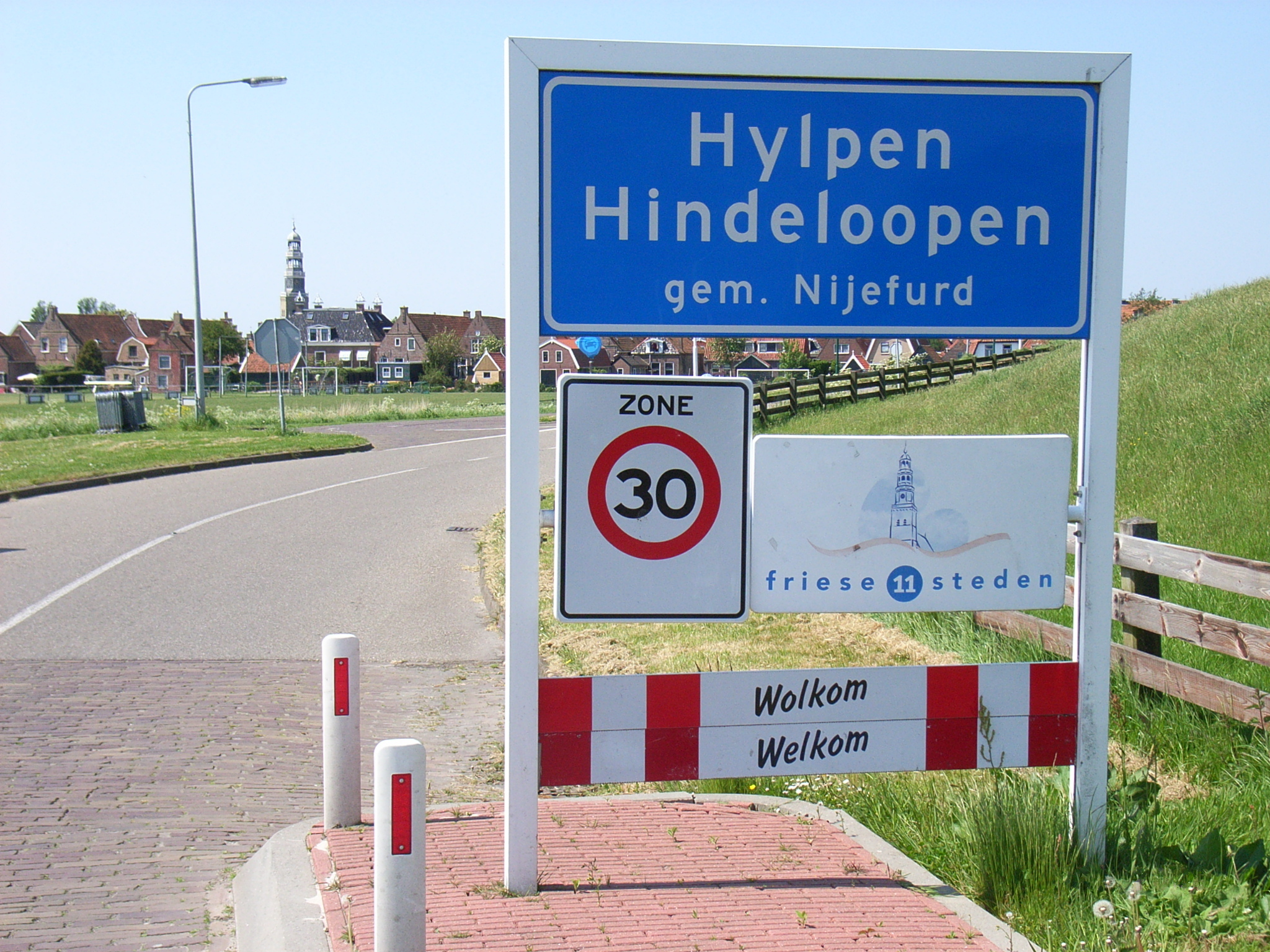
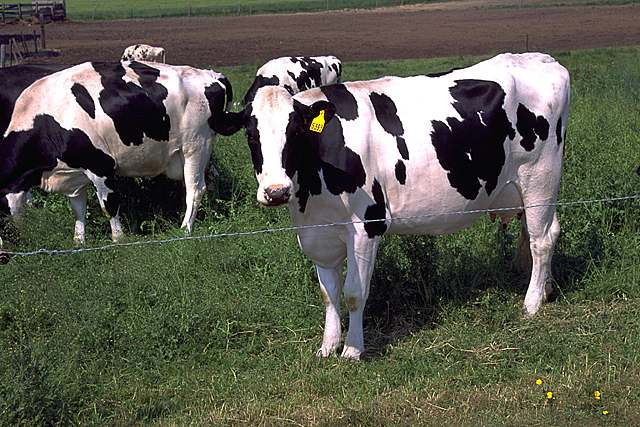
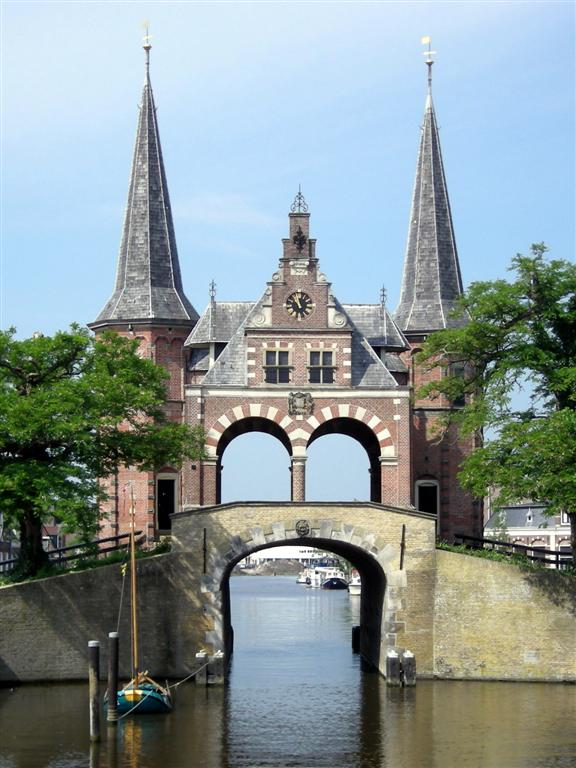
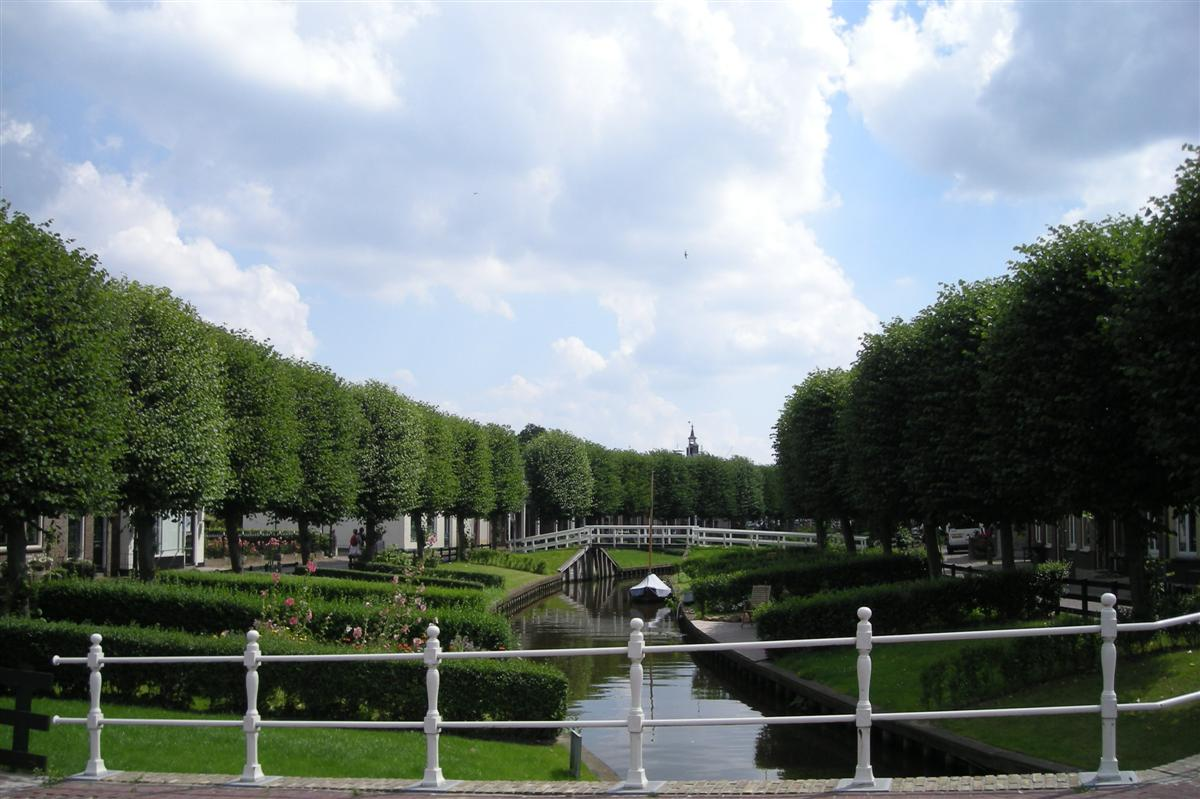
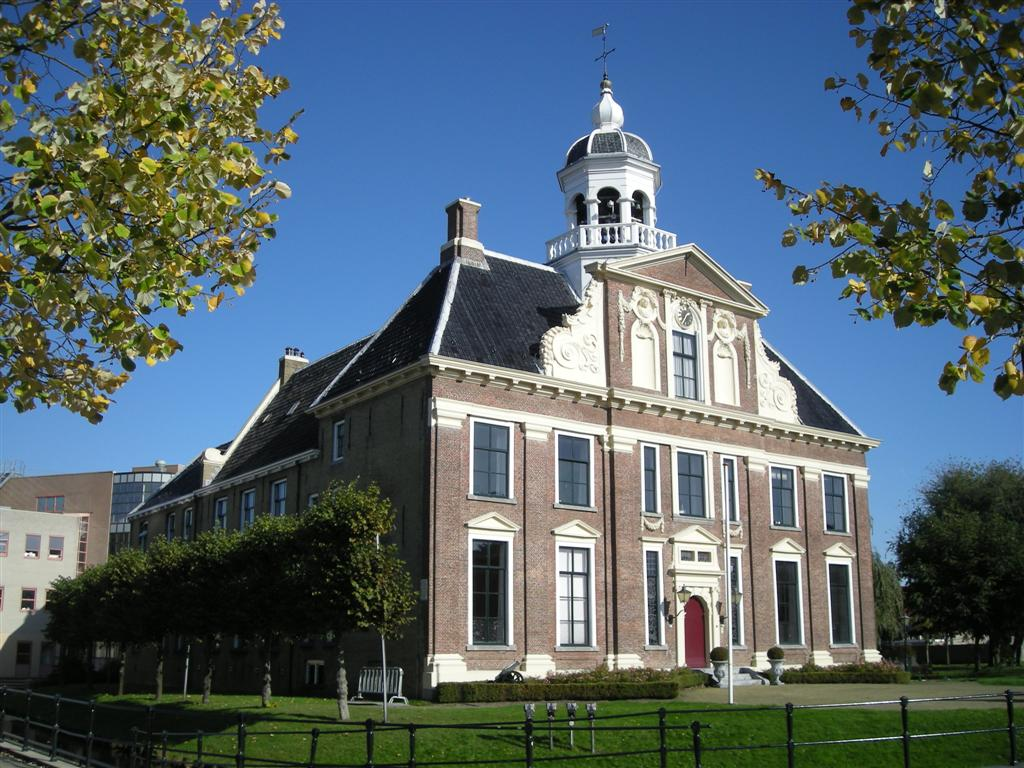
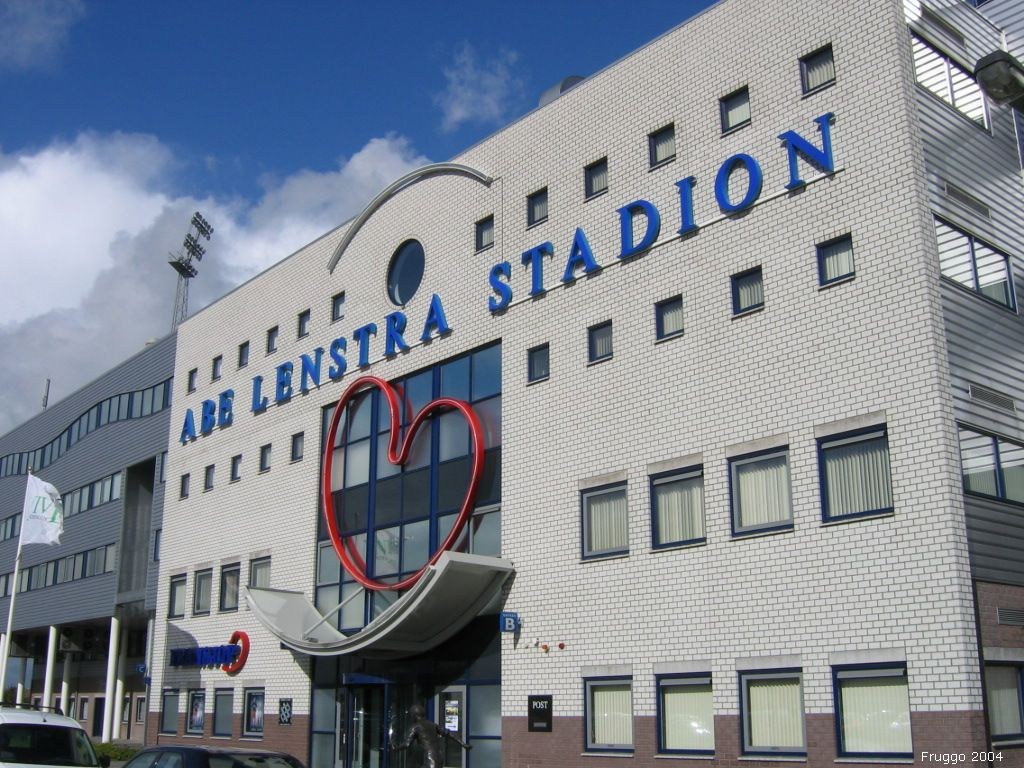
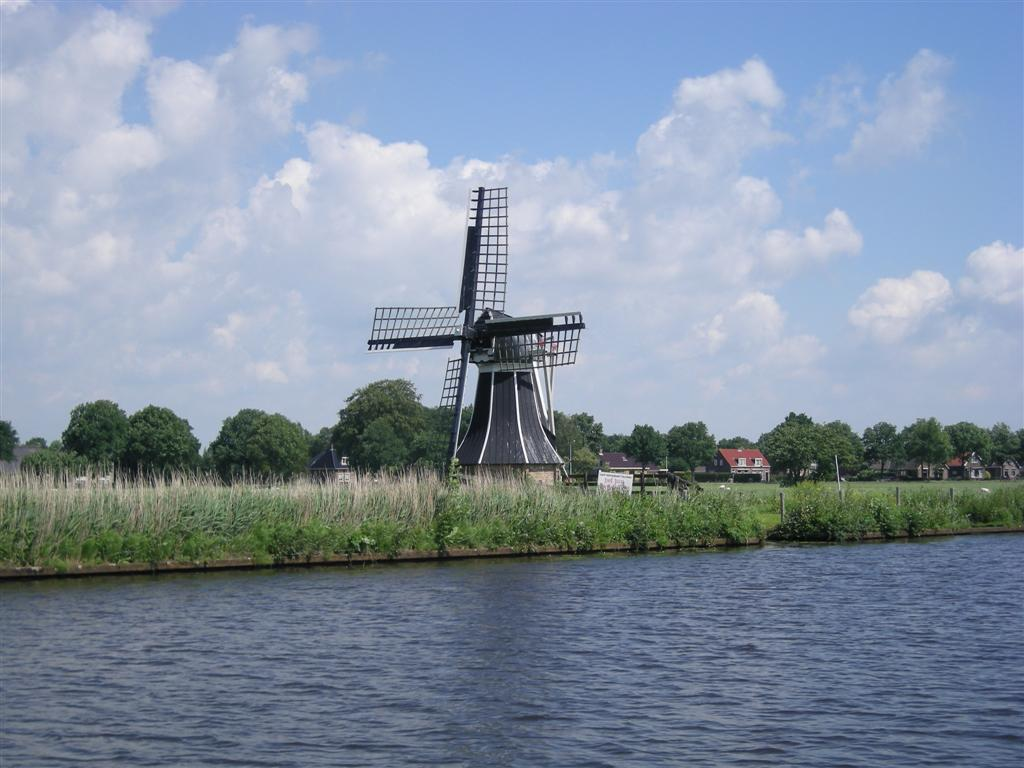
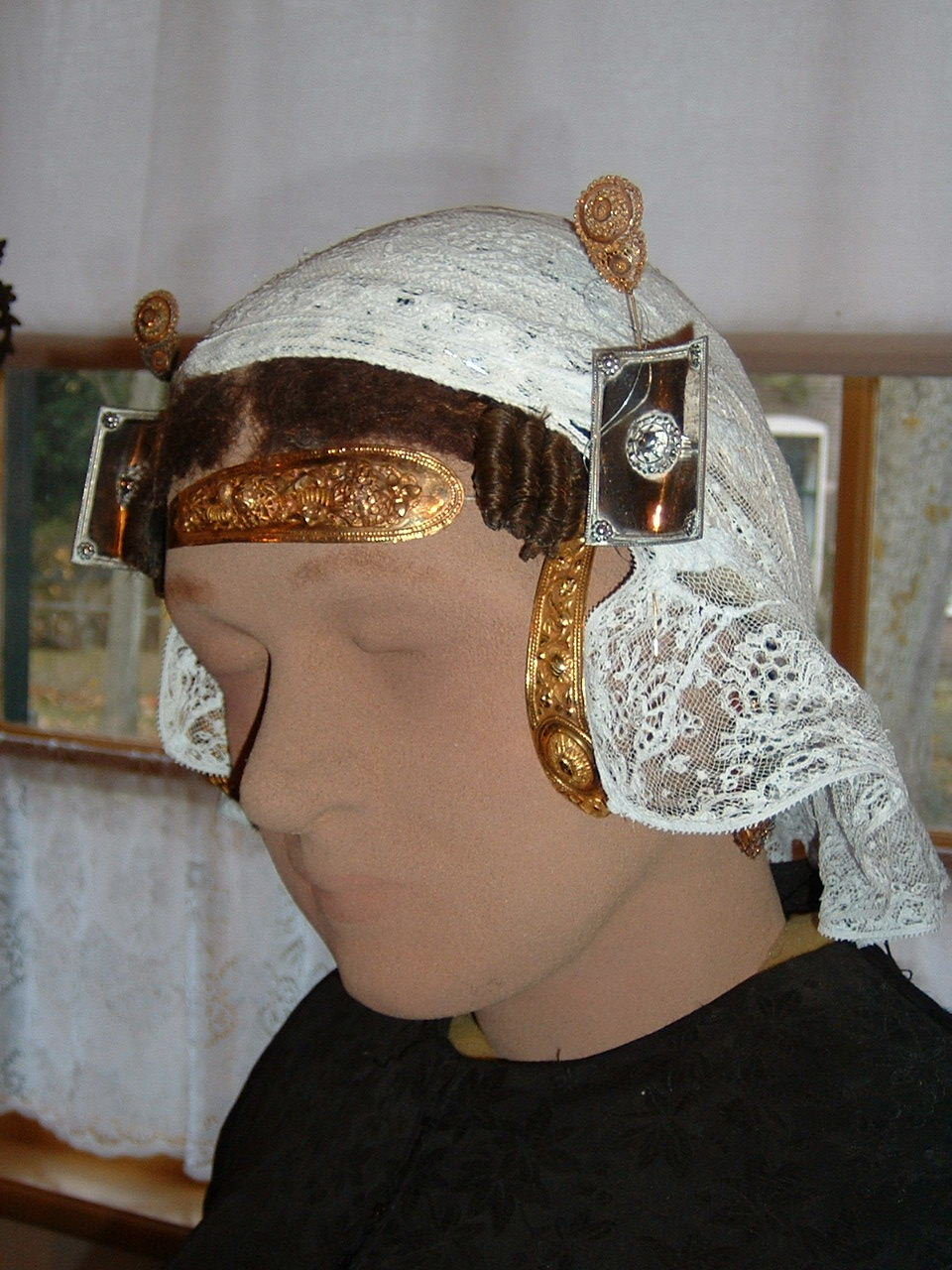
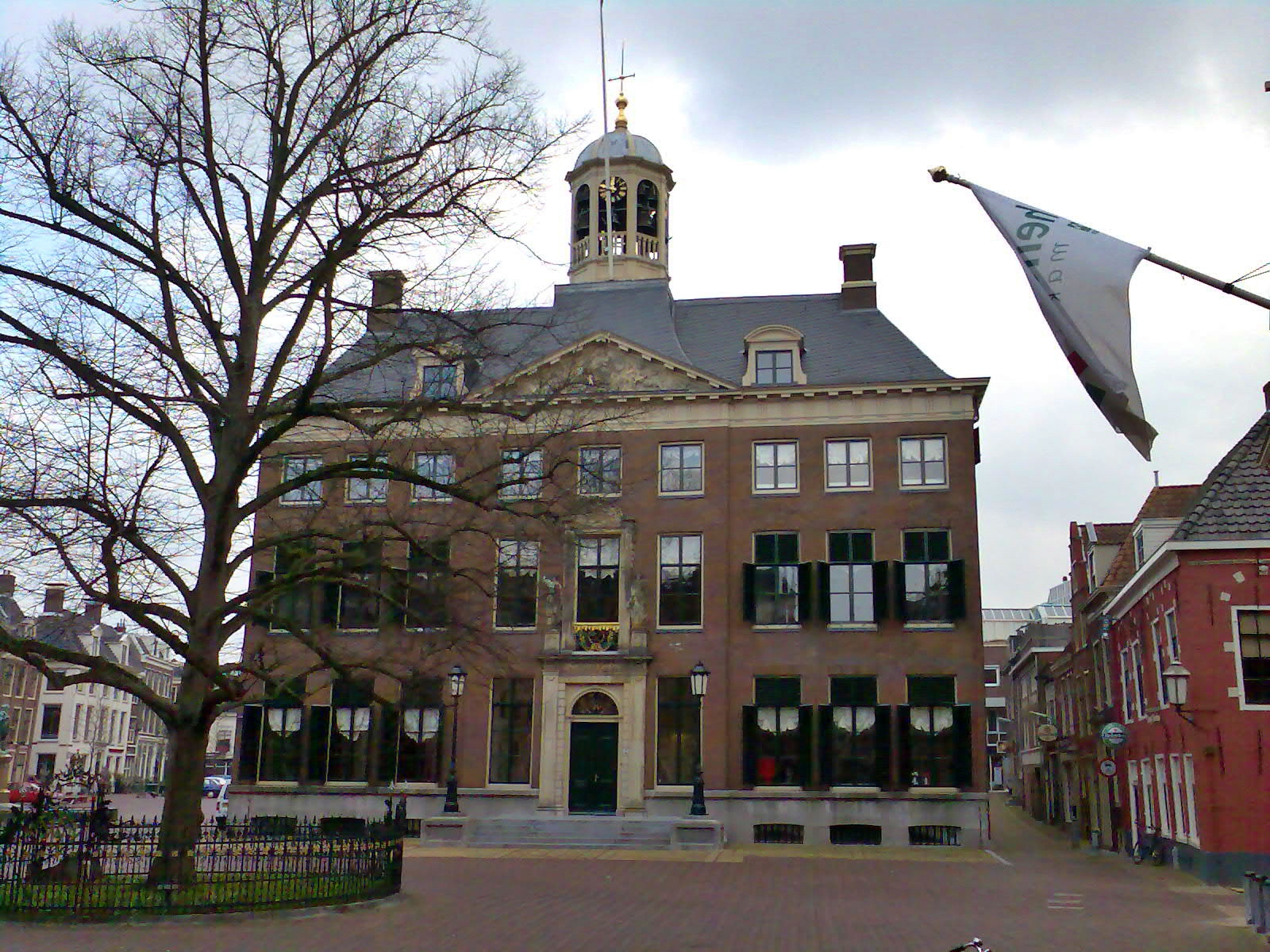
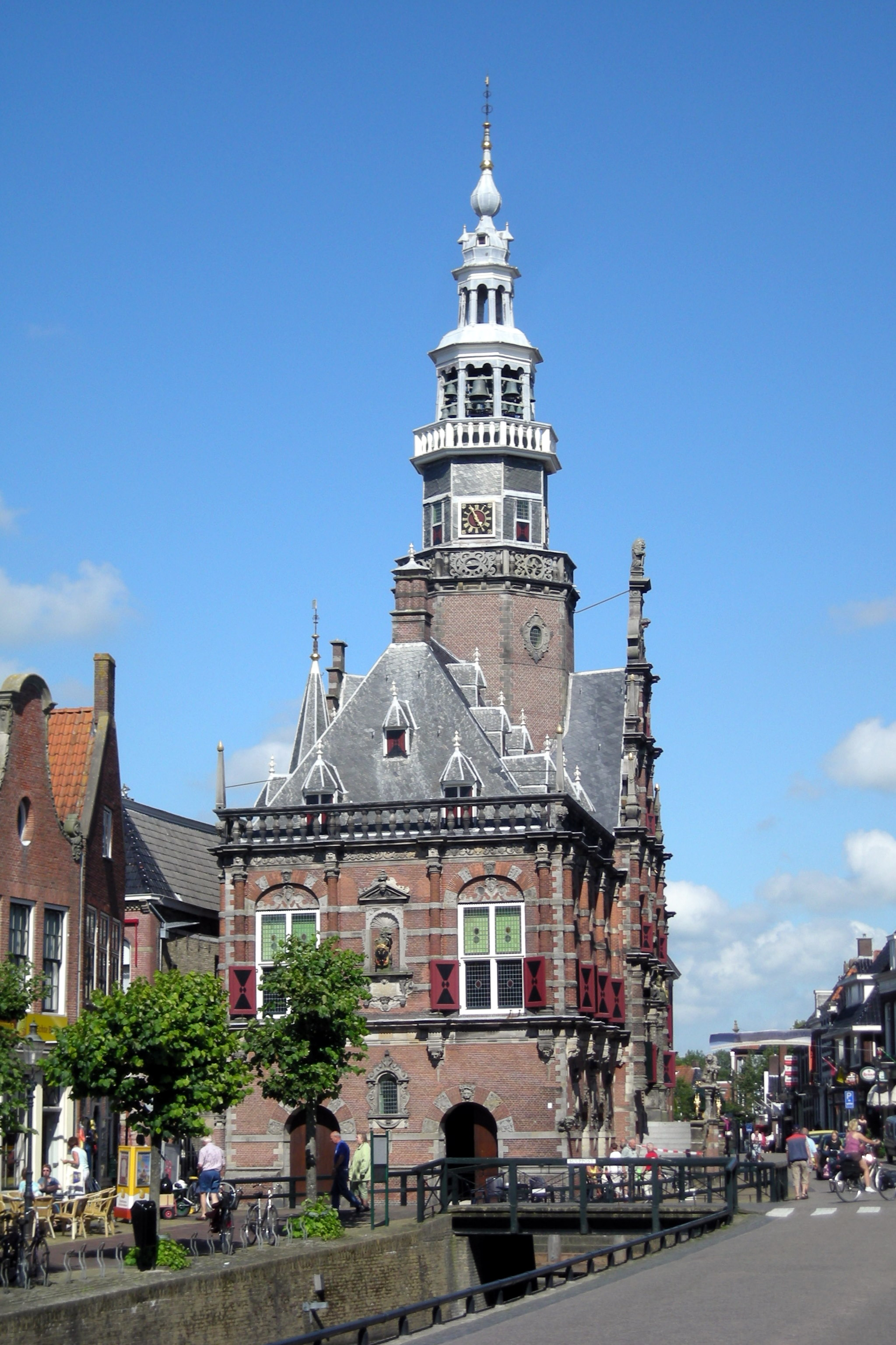
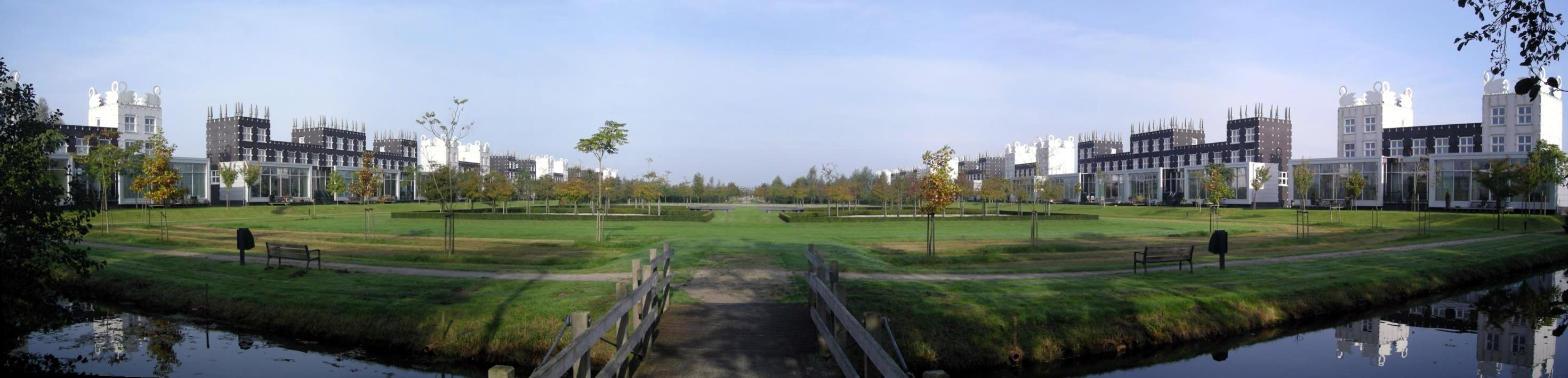
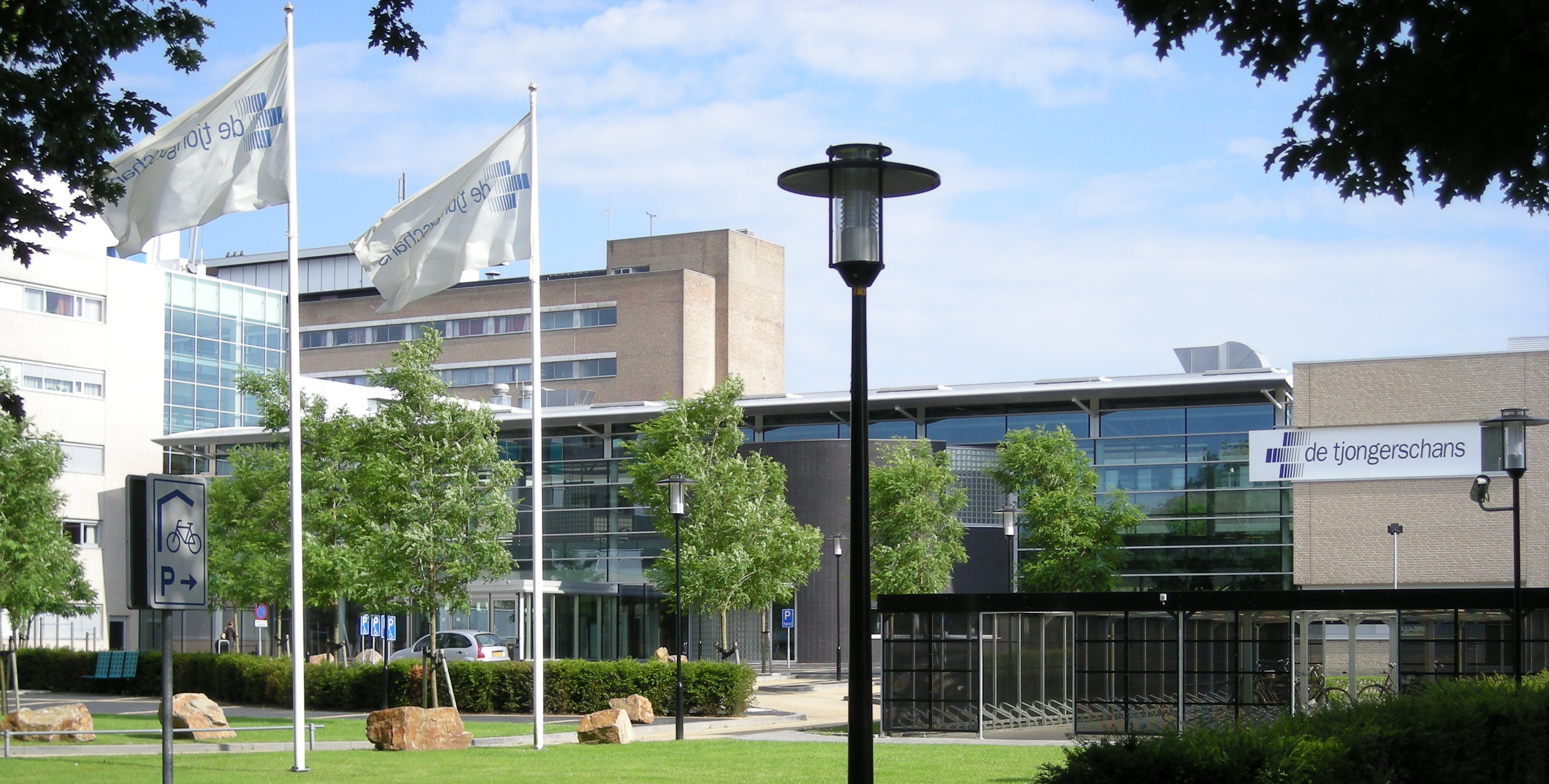

## البلديات
تتكون افريزلَند من 24 بلدية
| - أختكارسبيلن - أمالاند - دانتوماديل - دونجراديل - فيرفيرديراديل - فرانيكرديل - دي فريزه ميرين - هارلينجن | - هيرينفين - هت بيلدت - كوليميلاند أن نيوكراوزلاند - ليوواردن - ليووراديراديل - ليتينسيراديل - ميناميراديل - أوستستالينجفيرف | - أوبسترلاند - سخيرمونيكوخ - سمولينجالاند - سودفيست- فريسلان - تيرشخيلينج - تيتسياركستيراديل - فليلاند - فيستستيلينجفيرف |

## أعلام
- لامبرت بوس
- يوب باكر

## وصلات خارجية
- الموقع الرسمي لإقليم فريزلند www.fryslan.frl